# (PW)Project Witch
『(PW)Project Witch』（ピーダブリュープロジェクトウィッチ）は、ヒューネックスが開発し、2009年7月23日にガンホー・ワークスが発売したPSP用アドベンチャーゲームである。

## 概要
ゲームは主人公のみらい視点を中心に進められる。キャラクターの立ち絵はすべて3Dアニメーション表示となっており、会話中や喜怒哀楽表現なども3Dアニメーション表示となっている。また、主人公以外の大半のキャラクターの台詞には声があてられている。
なお、限定版は3人の魔女っ娘ごと、「リルテ限定版」「マール限定版」「シェル限定版」の計3バージョンが設けられている。限定版各バージョンの魔女っ娘がパッケージ表紙を飾るほか、その魔女っ娘に特化した「絵日記」と「クレヨン」が夏休み思い出セットとして同梱されている。

## あらすじ
主人公のみらいは、小学4年生。思ったことをなかなか言い出せない消極的な女の子であった。
7月22日、明日から夏休みというその日、祖母からのプレゼント「お人形のおうち」が届く。「お人形のおうち」の中央のタンスに向かって話し掛けると、タンスの向こうから神様が幸せを運んでくるのだという。消極的だということを夏休みの通知表にも書かれてしまい、悩んでいたみらいが「お人形のおうち」にお願いをすると、魔女っ娘が現れる。
魔女っ娘は魔法の国リュミナス王国の住人。魔法学園の4年生以上の魔女っ娘は、人間界に住む同い年の女の子の家にホームステイし、その人間を助けるという夏休みの宿題が課せられているのだという。こうして、魔法でみらいの従妹ということになった魔女っ娘との夏休みが始まる。
みらいは魔女っ娘との触れ合いによって徐々に積極さを身に付けていき、そして魔女っ娘もまた、みらいとの触れ合いによって成長を遂げていく。そして夏休みの最後、お別れの時を迎えることになる。

## 主要登場人物
明月みらい（あかつき -、声：なし）
血液型：A型。誕生日：8月8日
本作の主人公。小学4年生。思ったことを言い出せない、消極的な女の子。運動も得意ではなく、1学期に水泳25mを泳ぎきることができなかったため、夏休み中に再度検定をもらうという宿題が課せられている。
リルテ（英：Lilte、声：花澤香菜）
136cm、25kg。血液型：B型。誕生日：3月28日。
魔法学園4年生。10歳。のんびりした性格でドジっ娘でもある。精神的に安定していないため、緊張したときなどには魔法が暴発しがちで、眠っている間に無意識に魔法を暴発させてしまうこともある。しかし、それでめげるわけではなく、その楽天的な性格が作中で主人公に好影響を与えていく。
魔法の国では音楽一家の末っ子であり、作中でもことあるごとに歌を歌ってしまうシチュエーションが見られる。
マール（英：Marl、声：辻あゆみ）
130cm、20kg。血液型：O型。誕生日：12月12日
魔法学園4年生。10歳。勉強は苦手だが体育が得意。同年代の子に比べて背が低く、本作に登場する魔女っ娘の中では一番幼い印象を与える。基本は直球勝負、猪突猛進タイプの性格であり、その積極さは作中で消極的な主人公に好影響を与えていく。
魔法の国ではパン屋の娘である。
シェル（英：Shell、声：伊瀬茉莉也）
140cm、30kg。血液型：AB型。誕生日：6月2日。
魔法学園4年生。10歳。絵を描くのが得意。本作に登場する魔女っ娘の中では一番大人びて見える。また、完璧主義者のような面もあり、絶対、必ず、完璧といった言葉の多用、失敗を繰り返さないといった誓いをよく掲げる。何事にも真面目に、真剣に取り組もうという姿勢は、主人公に好影響を与えていく。
魔法の国では貴族の娘である。

## その他の登場人物
野中ようこ（のなか -、声：沢城みゆき）
幼稚園の頃からクラスが一緒の幼馴染。主人公とは対照的に、運動が得意。また、消極的なみらいの心の声を随所で代弁し、みらいが魔女っ娘と仲違いになりそうな時にも仲を取り持ってくれるなど、みらいを心から支える親友である。
お母さん（声：森沢芙美）
主人公の母。本名明月なつみ。どこにでもいるような温和な母である。主人公の父は単身赴任でここ1年くらいは別居生活となっている。
山崎りえ（やまざき -、声：豊崎愛生）
近所に住む中学のお姉さん。近所の中では子供たちに非常に親しまれている。
竹内ゆうこ（たけうち -、声：新谷良子）
担任の先生。学校の部屋の鍵を何度もなくしてしまうなど、おっちょこちょいな面もあるが、基本は生徒のことを思う良い先生である。未婚。
おばあちゃん（現在の声：中根久美子、子供時代の声：MAKO）
主人公の祖母。下の名前は明かされていない。主人公の住むところからは電車で数時間離れた、山に囲まれた田舎に住んでいる。なお、主人公同様、幼少の頃に「お人形のおうち」を使って魔女っ娘とひと夏を過ごしたことがある。

## ゲームシステム
マップシステムを用いた一般的なアドベンチャーとなっている。演出上、立ち絵の部分が3Dアニメーションで表現されている点が特徴的といえる。
冒頭導入部分や特定の曜日（土日）についてはマップは用いられておらず、「心の交流パート」と呼ばれる魔女っ娘別の一本道シナリオとなっている。その他の日は、マップを用いてその日の行き先選択を行なう「夏の思い出パート」となっている。通常、行き先として選択可能な場所は近所のいくつかの場所に限られているが、夏休み中におばあちゃん宅に1週間滞在するイベントが発生する場合があり、その際にはおばあちゃん宅周辺の場所から行き先を選択することとなる。このように、多彩な行き先が設けられており、魔女っ娘、行き先、その行き先の選択回数などによって、350話以上の「夏の思い出」が用意されている。
こうして過ごす夏休みにおいてほぼ毎日1回、何らかのトラブルが発生し、それを魔法で解決するというのが本作の大まかな流れとなっている。
トラブル解決における魔法の発動は、アクション性のあるゲームパートとなっている。規定時間以内に指定されたコマンド入力を行ない、コマンド入力成功時には残時間の長さに応じて魔力ゲージが増加、これを規定の試行回数だけ行ない、最終的な魔力ゲージ量が規定量を満たせば魔法発動が成功となる。なお、試行回数および成功に必要な魔力ゲージ量は、ゲーム展開に伴って増えていくようになっている。指定されるコマンドは以下のいずれかである。
- アナログパッドを、上あるいは下からいずれかの方向へ半回転もしくは1回転させる操作
- 丸、三角、四角、バツの4ボタンのいずれか、指定されたボタンを押下する操作

魔法発動の試行後は、その到達した魔力ゲージ量によって「キラキラのかけら」を入手することが可能となっている。魔法発動の成否は、入手可能な「キラキラのかけら」の数に大幅に影響を与える他、その後のストーリー展開に影響を与える。「キラキラのかけら」は金曜日終了時に成績集計され、その成績に応じて衣装を購入するためのポイントに変換可能となっている。
魔女っ娘の選択、マップシステムにおいて選択された行き先の組み合わせと回数に応じて、異なるエンディングが設けられている。
なお、一部の「夏の思い出」には、衣装を入手するイベントが設けられている。

## おまけ要素
本編では、魔女っ娘たちはドールハウスから登場、拡大化して人間界に現れることとなっている。本編中あるいはおまけメニューでは、ドールハウスを背景としたメニュー選択形式でおまけ要素を指定するようになっている。なお、本編中で表示されるおまけ要素は、プレイ中の魔女っ娘によってメニュー項目名称は変動する。以下に示されている項目名称は、マニュアル表記に準じたものである。

### (DW)Dancing Witch
本作に登場する魔女っ娘によるリアルタイムソングシミュレーションをプレイするおまけゲームである。3人の中から出場させる魔女っ娘と、衣装や配置を選択して、TVの音楽番組のようなステージをバックに、歌およびダンスを鑑賞して楽しむものとなっている。
衣装には、後述の「洋服を買う」などで入手したものを選択することが可能である。。曲の最中は、カメラポジションの切り替え（6種類の「固定カメラ」から選択してズーム等をマニュアル指定、固定カメラを自動で適宜切り替える「オートポジション」 のいずれかが指定可能）や、各魔女っ娘のボーカルのオンオフ切り替えが可能となっている。
また、鑑賞し終わった動画は保存しておき、後で閲覧することも可能となっている。

### (FW)Fighting Witch
おまけメニュー限定機能。
本編クリア後にプレイ可能となる、2Dタイプの対戦型格闘ゲームである。操作可能なキャラクターは魔女っ娘の3人、CPU戦は3人の魔女っ娘を相手に3周の、のべ9人勝ち抜きでクリアとなっている。また、ワイヤレスLAN（アドホックモード）を用いて対人戦を行うことも可能となっている。

### 洋服を買う
本編内限定機能。
本編で入手した「キラキラのかけら」は週1回の単位で集計され、ポイントに変換される。このポイントを用いて洋服を買うことが可能となっている。購入した洋服は、本編での魔女っ娘の私服として着ることができる他、「(DW)Dancing Witch」や「着替えをする」などでも使用することが可能となっている。貯めたポイントは本編クリア後も、次のプレイに引き継がれるようになっている。
なお、Playstation Storeを経由することで、追加衣装を購入することも可能となっている。歴代の魔法少女アニメ作品『魔法の天使クリィミーマミ』『魔法の妖精ペルシャ』『魔法のスターマジカルエミ』『魔法のプリンセス ミンキーモモ』『花の魔法使いマリーベル』とのコラボレーション企画として、これらの魔法少女の衣装が用意されている ほか、アニメイト特典などでは『CLANNAD』や『ギャラクシーエンジェル』などで登場するキャラクターの衣装が追加衣装として用意されていた。

### 着替えをする
ここで着替えることで、本編内における魔法シーンの演出を変更することが可能となっている。また、着替えた衣装とともに、魔女っ娘の表情や動き（走るポーズや魔法詠唱のポーズなど）などを指定しつつ、じっくり鑑賞することも可能となっている。
なお、水平方向には360度いずれの方向へも視点移動可能であるため、横や後ろなどからの鑑賞は可能である。垂直方向には自由な視点移動を行うことはできず、上や下などからの鑑賞は行えない。

### 音楽を聴く
作中登場音楽の鑑賞モードである。

### ムービーをみる
オープニングムービーの鑑賞モードである。

### 成績を見る
本編内限定機能。
現在プレイ中の魔女っ娘における、行き先ごとの「夏の思い出パート」達成状況を確認することが可能となっている。

### アルバムを見る
おまけメニュー限定機能。
全魔女っ娘における、エンディング達成状況を確認することが可能となっている。また、達成したエンディングを選択することで、エピローグのリプレイとしても使用することが可能となっている。

## スタッフ
- キャラクターデザイン：藤真拓哉（リルテ）、POP（マール）、天広直人（シェル）、葉庭（サブキャラクター）

## 音楽
- 主題歌「マジカル☆ミラクルガール」
歌 - マール（辻あゆみ）、リルテ（花澤香菜）、シェル（伊瀬茉莉也）
作詞 - 神代あみ / 作曲、編曲 - 井ノ原智
- マールエンディングテーマ「ひと夏の宝物」
歌 - マール（辻あゆみ）
作詞：中山♡マミ / 作曲、編曲 - 椎名俊介
- リルテエンディングテーマ「やさしいメロディ」
歌 - リルテ（花澤香菜）
作詞：中山♡マミ / 作曲、編曲 - 椎名俊介
- シェルエンディングテーマ「君といた夏」
歌 - シェル（伊瀬茉莉也）
作詞：Riryka / 作曲、編曲 - 不知火つばさ

## CD
主題歌シングル
- マジカル☆ミラクルガール（2009年7月17日、GHWCD-08003）
  1. マジカル☆ミラクルガール
歌：マール（辻あゆみ）、リルテ（花澤香菜）、シェル（伊瀬茉莉也）
  2. マジカル☆ミラクルガール （オリジナルカラオケ）

初回限定版同梱特典CD
- (PW)Project Witch Lilte-Limited（2009年7月23日、GWS-0004）
歌：リルテ（花澤香菜）
ジャケットイラスト：藤真拓哉
  1. マジカル☆ミラクルガール〜リルテバージョン〜
  2. やさしいメロディ
- (PW)Project Witch Marl-Limited（2009年7月23日、GWS-0005）
歌：マール（辻あゆみ）
ジャケットイラスト：POP
  1. マジカル☆ミラクルガール〜マールバージョン〜
  2. ひと夏の宝物
- (PW)Project Witch Shell-Limited（2009年7月23日、GWS-0006）
歌：シェル（伊瀬茉莉也）
ジャケットイラスト：天広直人
  1. マジカル☆ミラクルガール〜シェルバージョン〜
  2. 君といた夏